# Rascló becblau
El rascló becblau (Mentocrex kioloides) és una espècie d'ocell de la família dels sarotrúrids (Sarothruridae) que habita el bosc dens de l'est i nord-oest de Madagascar.
Ha estat considerat coespecífic de Mentocrex beankaensis, que va ser separat arran els treballs de Goodma et al. 2011